# Cartier (ancienne circonscription fédérale)
Pour les articles homonymes, voir Cartier.
Cartier fut une circonscription électorale fédérale du Québec, située sur l'île de Montréal, représentée de 1925 à 1968.
Cette circonscription fut créée en 1924 avec une partie de la circonscription de George-Étienne Cartier. La circonscription de Cartier fut la seule au Canada à avoir élu un député à idéologie communiste avec l'élection de Fred Rose du Parti ouvrier progressiste. Abolie en 1966, la circonscription fut redistribuée parmi Laurier, Outremont et Saint-Jacques.

## Géographie
La circonscription se situait entièrement sur le territoire montréalais, dont les limites sont situées entre les rues Craig (Saint-Antoine), Duluth, Esplanade et Saint-Denis, ainsi que l'avenue du Mont-Royal et le boulevard Saint-Laurent.

## Députés
1. 1925-1938 — Samuel William Jacobs, Libéral
2. 1938¹-1942 — Peter Bercovitch, Libéral
3. 1943¹-1947 — Fred Rose, Ouvrier progressiste
4. 1947¹-1950 — Maurice Hartt, Libéral
5. 1950¹-1963 — Leon David Crestohl, Libéral
6. 1963-1968 — Milton L. Klein, Libéral

- ¹   = Élections partielles